# 川上久封
川上 久封（かわかみ ひさかね）は、幕末の武士。薩摩藩家老。川上氏当主の久尚は同人か。

## 略歴
川上久芳の子として誕生。
島津斉興・斉彬・茂久の代で家老として仕え、様々な建策を行っている。

## 登場作品
テレビドラマ
- 『篤姫』（2008年、NHK大河ドラマ、演：岡本光太郎）